# За имя моё
«…за имя Моё» — короткометражный фильм и курсовая работа Марии Можар по сценарию Марии Козловой, снят в 2005 году на учебной киностудии Всероссийского государственного института кинематографии им. С. А. Герасимова.
Игровой фильм «…за имя Моё» М. Можар наряду с документальный картиной «Немецкая кровь» (2007, реж. М. Козлова) составили единый проект. В основе сюжета обоих фильмов — реальная история девочки (Любови Костиной), рождённой в немецком концлагере города Свинемюнде.
Название фильма — слова Иисуса Христа из Напутствования на проповедь своим апостолам о непринятии их людьми и гонениях: «…и будете ненавидимы всеми за имя Моё; претерпевший же до конца спасется» (Евангелие от Матфея 10:22).

## Сюжет
В основе сюжета — реальная история девочки Любы Костиной, родившейся в немецком концлагере польского города Свинемюнде.
«Я не Фашистка, я Анна!»
1947 год. Первые послевоенные голодные годы. В одной из отдалённых деревень травят маленькую пятилетнюю девочку, обзывают её фашисткой, поскольку её мать вернулась из концлагеря с ребёнком, а значит, нагуляла его от немца. На вопрос: «Как тебя зовут?» девочка уже привыкла отвечать: «Фашистка». Дети жестоки по отношению в девочке, взрослые вроде и жалеют её, но у каждого своя тяжесть, свое горе — им не до маленькой Фашистки. Многодетная Авдотья пытается заботиться о девочке, но у самой семеро по лавкам… Только когда на пути затравленного ребёнка появляется сельский священник отец Александр, ласково убеждающий Анну, что «каждому человеку имя от Бога дадено», Крестит её и дает имя Анна.

## Реальная основа
Прототип героини — Любовь Антоновна Костина родилась в 1944 в городе Свинемюнде: в 1942 году ее мать фашисты угнали в Польшу, где она работала в концлагере на военном заводе в Свинемюнде. Её изнасиловала охрана. Беременную её перевели на работу к фермеру, где и родилась Люба. По возвращении в Россию мать угнали в Воркуту, а девочка воспитывалась бабушкой.

## В ролях
- Маша Корнеева — Аннушка-«фашистка»
- Владимир Егоров — отец Александр
- Елена Валюшкина — многодетная мать Авдотья
- Александра Назарова — Степанида
- Анатолий Щербаков — сотрудник НКВД
- Данила Рассомахин — Васька (сын Авдотьи)
- Павел Рассомахин — Паша (сын Авдотьи)
- Саша Матюкова — Саша (дочь Авдотьи)

В эпизодах: Н. Корнеева, Н. Возианова, А. Николаева, А. Царева, С. Алюшев, А. Макросов, А. Лукин, Р. Алоян, Н. Терентьева, Н. Кудрявцева, Е. Ивкина, Л. Иванова, Г. Рассомахина, Л. Головко, И. Гайдукова.

## Съемочная группа
- Автор сценария: Мария Козлова
- Режиссёр: Мария Можар
- Оператор: Виталий Ершов
- Художник: Алена Николаева
- Композитор и звукорежиссёр: Василий Филатов
- Директор: Любовь Гришина
- Режиссёрская группа: Роман Примак, Инна Гайдукова
- Видеоинженер: Дмитрий Горин
- Монтаж: Анастасия Золотарева

## Награды
- Приз «За лучший фильм программы ВГИК» на XXV МФ ВГИК
- Приз «За лучший сценарий» на XXV МФ ВГИК
- Приз «За лучшую операторскую работу в видеофильме» на XXV МФ ВГИК
- Приз «Бронзовый Витязь» на XIV МКФ «Золотой Витязь»
- Гран-при на I МФ Мировоззренческого кино
- Приз Зрительских симпатий Пекинской киноакадемии
- Приз Зрительских симпатий на IX Кубанском кинофестивале
- Первый приз на кинофестивале «Покров»
- Специальный приз жюри «За трогательность» на I МФ Семейных и детских фильмов «Верное Сердце»
- Диплом «За лучший дебют» на I Всероссийском Сретенском православном КФ «Встреча»
- Диплом «За лучший дебют» на КФ «Радонеж»
- диплом «За лучшее музыкальное оформление фильма» на КФ"Покров"